# Hanna Zawa-Cywińska
Hanna Zawa-Cywińska (ur. w 1939 r. w Łomży) – polska współczesna artystka abstrakcyjna mieszkająca w Warszawie.

## Życie i twórczość
Hanna Zawa-Cywińska urodziła się w 1939 roku w Łomży. Studiowała biochemię i dziennikarstwo na Uniwersytecie Warszawskim w czasach PRL, zanim w 1967 roku wraz z mężem uciekła do Stanów Zjednoczonych. Podczas pobytu i pracy w Nowym Jorku została jedną z założycielek krótko działającego Polish American Artists Society. Współpracowała m.in. z op-artowymi malarzami polskiego pochodzenia, Richardem Anuszkiewiczem i Julianem Stańczakiem. W latach 1994–2004 mieszkała i pracowała w Szwajcarii. Jej twórczość skupia się głównie na abstrakcji i czerpie inspiracje z polskiej awangardy międzywojennej oraz konstruktywizmu, w tym z prac Katarzyny Kobro, Władysława Strzemińskiego i Henryka Stażewskiego.
Obrazy, rzeźby i grafiki Zawa-Cywińskiej prezentowane były na wystawach indywidualnych i zbiorowych w muzeach w Stanach Zjednoczonych i Europie, m.in. w Art Gallery of Tennessee University w Chattanooga, Springfield Art Center, Museum of Art Fort Lauderdale, Narodowym Centrum Kultury w Warszawie oraz w Zachęcie Narodowej Galerii Sztuki.